# هيلين 101
هيلين 101 (بالإنجليزية: Helena 101)‏ هو كويكب، يقع ضمن حزام الكويكبات. اكتشف في 15 أغسطس 1868. وقد اكتشفه جيمس كريغ واتسون.

## روابط خارجية
- هيلين 101 في قاعدة بيانات مختبر الدفع النفاث لأجرام النظام الشمسي الصغيرة

- الاكتشاف · مخطط المدار ·  العناصر المدارية · المعلمات المادية

- هيلين 101 على موقع ويكي سكاي: DSS2, SDSS, GALEX, IRAS, Hydrogen α, X-Ray, Astrophoto, Sky Map, Articles and images